# كاثرين ووكر (مصممة أزياء)
كاثرين ووكر (بالإنجليزية: Catherine Walker)‏ هي مصممة أزياء بريطانية، ولدت في 27 يونيو 1945، وتوفيت في 23 سبتمبر 2010 بسبب سرطان الثدي.